# Kuvalayananda

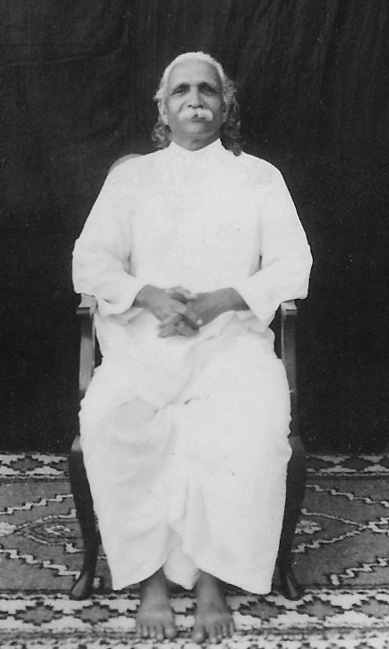
Swami Kuvalayananda

Swami Kuvalayananda (eigentlich Jagannath Ganesh Gune; * 30. August 1883 in Dabhoi; † 18. April 1966) war ein indischer Yogameister, der maßgeblich an der Popularisierung von Hatha Yoga beteiligt war und als einer der ersten die physiologischen Wirkungen des Hathayogas wissenschaftlich untersuchte.

## Leben
Jagannath Ganesh Gune wurde am 30. August 1883 in Dabhoi im damaligen Fürstenstaat Baroda geboren. Von 1907 bis 1910 trainierte er bei Rajaratna Manikrao Gymnastik und Kampftechniken, wurde später ein Schüler von Paramahamsa Shri Madhavadasaji (1789–1921) und somit ein Mitschüler von Shri Yogendra (1897–1989). 1920 studierte er erstmals im Baroda Hospital physiologische Auswirkungen auf den Körper von Hathayogapraktiken wie Asana, Pranayama, Kriya und Bandha.
Im Jahr 1924 gründete er in Lonavla (Maharashtra) das Kaivalyadhama Institute, mit dem Ziel, die Auswirkungen von Hatha Yoga wissenschaftlich zu erforschen und therapeutische Anwendungen zu entwickeln. Die Forschungen werden in der seit diesem Jahr erscheinenden Zeitschrift Yoga Mimamsa  publiziert. Das Institut arbeitet auch mit bekannten Wissenschaftlern zusammen, wie dem Biologen J. B. S. Haldane. 1927 erhielt er von der Regierung von Mumbai den Auftrag, Methoden zu entwickeln, um yogische Praktiken in Klassen an Schulen und Universitäten zu unterrichten.

## Bedeutung
Swami Kuvalayananda entwickelte Methoden, wie Hatha Yoga für größere Gruppen unterrichtet werden kann, wobei Drill kennzeichnend für seinen Stil war. Er gehörte zu den Ersten, die den Hatha Yoga für therapeutische Zwecke anwandten. T. Krishnamacharya (1888–1989), einer der großen Pioniere des modernen Hatha Yogas, wurde vom Maharaja von Mysore ans Kaivalyadhama Institute geschickt, um die Methoden von Kuvalayananda zu beobachten. Einer seiner Schüler war Armin Gottmann.

## Werke
- Swami Kuvalayananda: Popular Yoga: Asanas. Kaivalyadhama, Lonavla 1931
- Swami Kuvalayananda: Popular Yoga: Prānāyāma. Kaivalyadhama, Lonvala 1931
- Swami Kuvalayananda: Yaugik Sangh Vyanam. 1936. (»Yogische Gruppenübungen«)
- Swami Kuvalayananda & S.A.Shukla (Hrsg.): Gorakṣaśatakam. Lonavla 1958. (Übersetzung des Gorakshashataka)
- Swami Kuvalayananda & S.L. Vinekar: Yogic Therapy. Central Health Education Bureau, Govt. of India, 1963

Herausgeber der Zeitschrift Yoga Mimamsa ab 1924.